# Campagne des républicains irlandais dissidents
 (février 2023).
La mise en forme du texte ne suit pas les recommandations de Wikipédia : il faut le « wikifier ».
Les points d'amélioration suivants sont les cas les plus fréquents. Le détail des points à revoir est peut-être précisé sur la page de discussion.
- Les titres sont pré-formatés par le logiciel. Ils ne sont ni en capitales, ni en gras.
- Le texte ne doit pas être écrit en capitales (les noms de famille non plus), ni en gras, ni en italique, ni en « petit »…
- Le gras n'est utilisé que pour surligner le titre de l'article dans l'introduction, une seule fois.
- L'italique est rarement utilisé : mots en langue étrangère, titres d'œuvres, noms de bateaux, etc.
- Les citations ne sont pas en italique mais en corps de texte normal. Elles sont entourées par des guillemets français : « et ».
- Les listes à puces sont à éviter, des paragraphes rédigés étant largement préférés. Les tableaux sont à réserver à la présentation de données structurées (résultats, etc.).
- Les appels de note de bas de page (petits chiffres en exposant, introduits par l'outil «  Source ») sont à placer entre la fin de phrase et le point final[comme ça].
- Les liens internes (vers d'autres articles de Wikipédia) sont à choisir avec parcimonie. Créez des liens vers des articles approfondissant le sujet. Les termes génériques sans rapport avec le sujet sont à éviter, ainsi que les répétitions de liens vers un même terme.
- Les liens externes sont à placer uniquement dans une section « Liens externes », à la fin de l'article. Ces liens sont à choisir avec parcimonie suivant les règles définies. Si un lien sert de source à l'article, son insertion dans le texte est à faire par les notes de bas de page.
- La présentation des références doit suivre les conventions bibliographiques. Il est recommandé d'utiliser les modèles {{Ouvrage}}, {{Chapitre}}, {{Article}}, {{Lien web}} et/ou {{Bibliographie}}. Le mode d'édition visuel peut mettre en forme automatiquement les références.
- Insérer une infobox (cadre d'informations à droite) n'est pas obligatoire pour parachever la mise en page.

Pour une aide détaillée, merci de consulter Aide:Wikification.
Si vous pensez que ces points ont été résolus, vous pouvez retirer ce bandeau et améliorer la mise en forme d'un autre article.
La campagne des républicains irlandais dissidents, est un conflit armé qui a débuté le 10 avril 1998, à la fin des Troubles, un conflit politique de 30 ans en Irlande du Nord. Depuis que l'Armée républicaine irlandaise provisoire (IRA) a appelée à un cessez-le-feu et a mis fin à sa campagne en 1997, des groupes dissidents opposés au cessez-le-feu et aux accords de paix, d'où leur nom de « républicains irlandais dissidents » poursuivent une campagne armée de basse intensité contre les forces de sécurité principalement en Irlande du Nord,. Les principaux groupes paramilitaires impliqués sont la Nouvelle IRA, l'armée républicaine irlandaise de la Continuité et l'Óglaigh na hÉireann (scindé en Mouvement républicain irlandais (en)). Ils ciblent le Service de police d'Irlande du Nord (PSNI) et l'armée britannique dans des attaques à l'arme à feu et à la bombe ainsi qu'avec des mortiers et des roquettes. Ils mènent également des attentats à la bombe censés causer des perturbations. Cependant, leur campagne n'est pas aussi intensive que celle de l'IRA provisoire, et le soutien politique à des groupes tels que la Nouvelle IRA « tend vers zéro ».
En 2007, le gouvernement britannique a déclaré mettre fin à l'opération Banner, mettant fin au déploiement de l'armée britannique de quatre décennies en Irlande du Nord. En conséquence, le PSNI a depuis été la cible principale des attaques.
À ce jour, deux soldats britanniques, deux officiers du PSNI et deux gardiens du service pénitentiaire ont été tués dans le cadre de la campagne républicaine. Au moins 50 civils (et anciens combattants) ont également été tués[réf. nécessaire], dont 29 sont morts dans l'attentat d'Omagh par la Nouvelle IRA le 15 août 1998.

## Contexte
Depuis l'Invasion de l'Irlande par les chevaliers normands de 1169 à 1175 à la demande du roi déchu de Leinster Diarmait Mac Murchada, l'Irlande est, en partie ou en totalité, sous administration anglaise, puis britannique. Les rébellions (en) contre la domination du Royaume-Uni ont échoué jusqu'à la guerre d'indépendance irlandaise de 1919-1921, lorsque l'armée républicaine irlandaise (IRA) d'origine a réussi à retirer 26 des 32 comtés d'Irlande du Royaume-Uni de Grande-Bretagne et d'Irlande en tant qu'État libre d'Irlande. Bien qu'auparavant, l'offre d'Irish Home Rule ait été acceptée dans le troisième Home Rule Bill, la mise en œuvre a été suspendue par une opposition violente en Ulster et la formation de l'UVF, et plus tard par le déclenchement de la Première Guerre mondiale. À la suite de la partition de l'Irlande par la Couronne, les six comtés restants, situés dans la province d'Ulster, sont devenus l'Irlande du Nord et sont restés une partie du Royaume-Uni renommé en Royaume-Uni de Grande-Bretagne et d'Irlande du Nord.
La guerre civile irlandaise s'ensuivit dans le nouvel État du Sud, et l'IRA se scindait pour la première fois, en l'Armée nationale irlandaise — le vainqueur de la guerre, qui devint l'armée de l'État libre — et l'Irish Republican Army, qui s'opposait au traité anglo-irlandais qui avait divisé l'Irlande en deux États.
L'IRA a cessé d'être une force importante après sa défaite dans la guerre civile, et ce n'est qu'après une nouvelle scission, entre l'Official Irish Republican Army et l'IRA provisoire (PIRA) à la suite des émeutes de 1969 en Irlande du Nord, qu'un groupe se faisant appeler l'Armée républicaine irlandaise provisoire (IRA provisoire) vient à nouveau se révéler comme une force militaire importante. En tant que belligérant dans ce qui allait être connu sous le nom des Troubles, la PIRA a mené une campagne armée contre l'État britannique qui a duré jusqu'en 1997 et a fait environ 1 800 morts.
La PIRA a appelé à un cessez-le-feu indéfini en 1997 et s'est désarmé complètement 2005 conformément à l'accord du Vendredi Saint de 1998, mais un certain nombre de groupes dissidents extrémistes, connus sous le nom de républicains dissidents, ont juré de continuer à utiliser la « lutte armée » pour atteindre l'objectif d'unifié l'Irlande.
Les motivations pour continuer la violence varient selon le groupe; pour le plus conservateur l'Armée républicaine irlandaise de la Continuité, la fin de la politique abstentionniste (en) par les provisoires à la Convention générale de l'armée (GAC) de 1986 qui a servi de catalyseur des tensions. Pour l'ONH ; l'acceptation par l'Ard Fheis spécial du Sinn Féin du PSNI et de la « criminalité » de la Nouvelle IRA, tandis que pour la majorité des républicains dissidents et du RIRA/NIRA, la cause était le rejet de l'accord du vendredi saint.

## Chronologie

### Début de la campagne
En août 1994, l'IRA provisoire appelle à un cessez-le-feu. En janvier 1996, la CIRA annonce la continuité de son existence et s'engage à poursuivre la campagne armée contre la domination britannique en Irlande du Nord. Un mois plus tard, l'IRA provisoire annule son cessez-le-feu en raison de son mécontentement quant à l'état des négociations de paix. Le 13 juillet, la CIRA fait exploser (en) une voiture piégée devant l'hôtel Kilyhelvin à Enniskillen, dans le comté de Fermanagh. L'explosion cause de graves dégâts et blessé 17 personnes qui ont été évacuées de l'hôtel. Au cours de l'année suivante, trois autres voitures piégées à Belfast, Londonderry et Fermanagh sont posées, mais toutes sont désamorcées par l'armée britannique. L'IRA provisoire appelle à un deuxième cessez-le-feu en juillet 1997. Le 16 septembre, la CIRA fait exploser une camionnette piégée à l'extérieur d'une base de la Police royale de l'Ulster à Markethill (en), causant des dégâts considérables. L'attentat à la bombe s'est produit un jour après que le Sinn Féin ait rejoint les négociations politiques qui ont conduit à l'accord du Vendredi saint.
En novembre 1997, des membres de haut rang de l'IRA provisoire qui s'opposaient au cessez-le-feu ont formé un groupe dissident connu sous le nom de Nouvelle IRA. Au cours du premier semestre de 1998, la Nouvelle IRA et la CIRA lancent une série d'attentats à la voiture piégée et au mortier contre des bases de la police royale de l'Ulster. D'autres attentats à la voiture piégée ont eu lieu à Moira le 20 février et à Portadown le 23 février. Le 10 mars a lieu une attaque au mortier contre une base de la police royale de l'Uster d'Armagh, et le 24 mars, une attaque contre deux bases de l'armée britannique dans le sud d'Armagh. Le 10 avril, après deux ans de négociations intensives, l'accord du Vendredi saint est signé. D'autres attaques au mortiers ont lieu sur des bases de la PRU à Belfast le 4 mai et à Belleek le 9 mai mais ratent leurs cibles. Le 22 mai, des référendums sur l'accord ont eu lieu en Irlande du Nord et en république d'Irlande. En Irlande du Nord, le vote était de 71 % en faveur de la signature de l'accord, tandis qu'en république d'Irlande, le vote était de 94 % pour.
Le 1er août 1998, à la suite d'une menace téléphonique, une voiture piégée de la RIRA a explosé dans le centre de Banbridge, blessant deux officiers de la PRU et 33 civils.

#### Attentat d'Omagh
Le 15 août 1998, la RIRA réalise l'attentat d'Omagh : elle fait exploser une voiture contenant 230 kg d'explosifs artisanaux dans le centre d'Omagh, dans le comté de Tyrone. Les kamikazes voulaient à la base viser le palais de justice d'Omagh (en) mais n'ont pas pu trouver de place de stationnement près de la cible et la voiture est laissée à 400 mètres. Trois signalements téléphoniques sont émis par une source anonyme de la présence d'une bombe visant le palais de justice. La PRU estime que la bombe est située à l'extérieur du palais de justice. Ils tentent * d'établir un cordon de sécurité pour éloigner les civils de la zone, ce qui pousse par inadvertance ces derniers plus près de l'emplacement réel de la bombe. Peu de temps après, la bombe explose, tuant 29 personnes et en blessant 220, dans ce qui est devenu l'attaque la plus meurtrière des Troubles en Irlande du Nord.
L'attentat provoque un tollé majeur dans le monde entier et les gouvernements irlandais et britannique introduisent une nouvelle législation dans le but de détruire l'organisation. La RIRA subit également des pressions de la part de l'IRA provisoire, lorsque des membres de l'IRA provisoire ont visité les maisons de 60 personnes liées a la RIRA et leur ordonnent de se dissoudre et de cesser d'interférer avec la désescalade de l'IRA provisoire. L'organisation étant sous une pression intense tel que la RIRA appelle à un cessez-le-feu le 8 septembre 1998.
À la suite de l'attentat, il y a eu une accalmie dans l'activité républicaine dissidente ; principalement en raison du cessez-le-feu de la RIRA et des arrestations d'éminents militants républicains dissidents.
La RIRA utilise le cessez-le-feu pour se reformer et se réarmer. Pendant ce temps, le CIRA mène un certain nombre d'attaques mineures.

### 2000–2008
La Nouvelle IRA annule son cessez-le-feu en janvier 2000, déclarant : « Une fois de plus, Óglaigh na hÉireann déclare le droit du peuple irlandais à la propriété de l'Irlande. Nous appelons tous les volontaires fidèles à la république d'Irlande à s'unir pour défendre la république et établir un parlement national permanent représentatif de tout le peuple ». Il y a une forte activité au cours des deux années suivantes. Pendant ce temps, les républicains mènent une série d'attentats à la bombe et au mortier contre les bases de l'armée britannique et de la PRU, y compris un attentat à la voiture piégée contre la base de la PRU de Stewartstown (en) en juillet 2000. En novembre, un officier de la PRU perds une jambe lorsqu'une bombe explose à l'extérieur de la base de Castlewellan (en). En juin 2001, un partisan de la nouvelle IRA ouvre le feu sur des officiers de la PRU dans un bureau de vote de Draperstown (en), blessant deux officiers et un civil. Il s'agit de la première attaque à courte portée contre des officiers depuis 1997.
Dans les années 2000, l'UDA recommence à tuer des civils catholiques et à commettre des attentats terroristes. Les victimes semblent avoir été sélectionnées au hasard en fonction de leur religion car il y a eu de nombreux cas où des protestants ont été tués car les auteurs « pensaient que la victime était catholique ». Durant cette période en Irlande du Nord, la querelle loyaliste entre l'UDA et l'UVF cause plus de quatre décès en 2000.
La nouvelle IRA effectue également un certain nombre d'attentats à la bombe à Londres entre 2000 et 2001 ; les premiers attentats républicains depuis 1997. En juin 2000, une bombe endommage le pont Hammersmith et en septembre, une roquette RPG-22 a frappé le SIS Building, siège du Secret Intelligence Service, le service secret britannique. En février 2001, un cadet de l'armée britannique a perdu une main lorsqu'une bombe piégée a explosé devant la caserne du 4e bataillon du régiment de parachutistes (en) dans l'ouest de Londres. Le mois suivant, une voiture piégée a explosé (en) devant le Television Centre de Londres (en), après un signalement téléphonique. Une autre voiture piégée a explosé (en) près de la gare d'Ealing Broadway en août et a causé d'importants dégâts matériel. En novembre, une troisième voiture piégée a partiellement explosé dans le centre-ville de Birmingham.
En novembre 2001, la Police royale de l'Ulster (PRU) est devenue le Service de police d'Irlande du Nord (PSNI). La réforme de la PRU avait été l'une des principales revendications des républicains et des nationalistes irlandais. Cependant, le Sinn Féin - le principal parti politique républicain - a refusé de soutenir le PSNI jusqu'à ce que les réformes soient pleinement mises en œuvre. Les républicains dissidents ont clairement indiqué qu'ils ne soutiendraient jamais une « force de police paramilitaire britannique » dans aucune partie de l'Irlande.
En août 2002, une bombe a explosée dans une base de l'armée britannique à Londonderry. Elle a tué un civil - un ancien soldat britannique - qui travaillait à la base
.
Le 17 août 2003, la nouvelle IRA a assassiné Danny McGurk, un civil, dans l'ouest de Belfast. Le groupe a ensuite publié une déclaration présentant des excuses et affirmant que le meurtre était « criminellement répréhensible et a porté atteinte à l'objectif de libération irlandaise ».
Au cours des années suivantes, l'activité républicaine dissidente s'est progressivement estompée. Cela était principalement dû aux tensions internes et aux actions de la police. Il y a eu des scissions au sein des groupes paramilitaires, en particulier au sein de la CIRA. En 2006, un groupe se faisant appeler Óglaigh na hÉireann ou ONH a émergé; au cours des années suivantes, il deviendrait le groupe paramilitaire républicain le plus actif après la RIRA.
En 2005, l'IRA - qui était en cessez-le-feu depuis 1997 - a officiellement mis fin à sa campagne et fini son désarmement. En 2007, à la suite de l'accord de Saint-Andrews, le Sinn Féin a finalement voté en faveur du PSNI. Une partie de la base de soutien du Sinn Féin s'est opposée à ces décisions. Ils lui reproché l'acceptation de « l'occupation britannique » et être « vendu ». Cela a conduit davantage de républicains à apporter leur soutien à des groupes dissidents. À la suite de la déclaration de l'IRA, l'armée britannique a considérablement réduit sa présence en Irlande du Nord et a laissé le PSNI chargé de la sécurité du territoire
.

### À partir de 2009
En mars 2009 surviennent les premiers décès des forces de sécurité depuis la fin des troubles. La nouvelle IRA a abattu deux soldats britanniques qui n'étaient pas en service alors qu'ils récupéraient une livraison à l'extérieur de Caserne de Massereene (en) à Antrim. Deux autres militaires et deux livreurs civils ont également été blessés par balles. Deux jours plus tard, la CIRA a abattu un officier du PSNI (en) répondant à un appel à Craigavon. Cela marque le début de la période d'activité dissidente la plus intense depuis le début de la campagne. Le nombre d'attaques a augmenté d'année en année, avec 118 attaques en 2009, 239 l'année suivante et un nombre plus élevé l'année suivante.
Le 12 avril 2009, le RIRA revendique la responsabilité d'avoir abattu l'informateur du MI5, Denis Donaldson, le 4 avril 2006, dans son chalet près de Glenties en république d'Irlande.
2010 a vu réapparaitre les premiers attentats à la voiture piégée en Irlande du Nord depuis une décennie. Le premier a explosé (en) devant le palais de justice de Newry en février, ; un deuxième à l'extérieur de caserne de Palace (en) (le siège du MI5) le 12 avril ; un troisième s'est produit à l'extérieur de la base PSNI de Newtownhamilton le 22 avril en août, un quatrième a explosé à l'extérieur de la base PSNI de Strand Road à Derry ; et en octobre, un cinquième à l'extérieur d'une banque dans la même zone, causant des dégâts considérables. Cette année-là également, un officier du PSNI a dû se faire amputer la jambe après qu'une bombe piégée a explosé sous sa voiture.
En avril 2011, un autre officier du PSNI a été tué lorsqu'une bombe piégée a explosé sous sa voiture à Omagh.
Il a été annoncé en juillet 2012 que la Republican Action Against Drugs (RAAD) et un certain nombre d'autres petits groupes républicains ont fusionnaient avec la nouvelle IRA. La CIRA et l'ONH n'ont pas été inclus dans la fusion. Certains médias ont qualifié le groupement de « nouvel IRA ». En novembre, le groupe a abattu un agent pénitentiaire sur l'autoroute M1. Les coups de feu ont été tirés depuis une autre voiture, qui roulait à côté de la sienne. Il a été le premier gardien de prison à être tué depuis 1993,.
En mai 2013, la militante républicaine Christine Connor a tenté à deux reprises de bombarder des patrouilles du service de police d'Irlande du Nord en les attirant avec de faux appels dans une maison de Belfast,.
Peu de temps après, le gouvernement britannique a annoncé que le 39e sommet du G8 se tiendrait en juin 2013 au Lough Erne Resort à Fermanagh. Les commentateurs ont déclaré que le gouvernement britannique avait choisi de le tenir en Irlande du Nord en partie pour "montrer au monde que le processus de paix a fonctionné et que la normalité est revenue". Des sources dans la sécurité pensaient que les républicains tenteraient de lancer une attaque lors du sommet, ce qui "détournerait les gros titres mondiaux". En mars 2013, une voiture piégée a été désamorcée près du resort. L'ONH a déclaré qu'il avait prévu de la faire exploser à l'hôtel mais a dû avorter l'attaque. Une énorme opération de sécurité a été montée pour le sommet qui s'est déroulée sans incident.
À l'approche de Noël 2013, il y a eu une recrudescence de l'activité républicaine dissidente. Cela comprenait les premiers attentats à la bombe dans le centre-ville de Belfast en une décennie. Le 25 novembre, une voiture piégée a partiellement explosé devant le centre commercial Victoria Square (en) et une base du PSNI. Le 13 décembre, une petite bombe caché dans un sac a explosé proche de la place Sainte-Anne, à la suite d'un signalement téléphonique. Personne n'a été blessé dans les attentats revendiqués par l'ONH. Toujours en décembre, deux patrouilles du PSNI ont été la cible de tirs automatiques à Belfast.
En février 2014, la RIRA a envoyé sept lettres piégées aux bureaux de recrutement de l'armée britannique dans le sud-est de l'Angleterre ; la première fois que des militants républicains ont attaqué en Grande-Bretagne depuis 2001. Le mois suivant, un land rover du PSNI a été touché par un mortier à Belfast. Une voiture civile a également été touchée par des débris, mais il n'y a pas eu de blessé. Il s'agissait de la première attaque réussie de ce type depuis plus de dix ans. Une jeep blindée du PSNI a été touchée par un autre mortier à Londonderry en novembre, faisant sauter une porte et endommageant une voiture qui passait. La RIRA a déclaré avoir tiré un « appareil de type mortier EFP ». Lors de l'opération de sécurité qui a suivi, des républicains dissidents ont attaqué le PSNI avec des pierres et des cocktails Molotov. Deux semaines plus tard, un autre land rover du PSNI a été attaqué avec un lance-roquettes artisanale sur Crumlin Road, à Belfast. L'ogive a percé la coque extérieure du land rover.
En novembre 2015, un véhicule du PSNI a été la cible de coups de feu automatiques à Belfast, des républicains dissidents étant soupçonnés d'en être responsables,.
Le 4 mars 2016, une bombe a explosé sous une camionnette conduite par un agent pénitentiaire, Adrian Ismay. Il décède 11 jours plus tard. La RIRA a revendiqué la responsabilité et a déclaré qu'il s'agissait d'une réponse aux mauvais traitements présumés infligés aux prisonniers républicains à la prison de Maghaberry (en).
Un groupe utilisant le nom d'Arm na Poblachta (qui signifie « Armée de la République » en irlandais) a revendiqué la responsabilité de la pose d'un engin explosif en bordure de route à Belfast le 1er novembre 2017. On pense également qu'Arm na Poblachta était responsable de la mort par balle de Raymond Johnston en 2018 à Antrim.
Le 19 janvier 2019, un attentat à la voiture piégée a eu lieu contre le palais de justice de Bishop Street (en) à Londonderry, le premier attentat de ce type depuis plusieurs années. En mars, plusieurs lettres piégées ont été découvertes à l'aéroport de Londres-Heathrow, à l'aéroport de Londres-City et à la gare de Londres-Waterloo ; la RIRA a revendiqué sa responsabilité,.
Le 18 avril 2019, des émeutes ont éclaté à la suite de descentes de police à Londonderry, au cours desquelles un homme armé a ouvert le feu sur des agents du PSNI, tuant la journaliste Lyra McKee. Le PSNI suspecte la RIRA dans la mort de la journaliste,.
Le 1er juin 2019, un puissant engin explosif improvisé a été retrouvé sous la voiture d'un officier du PSNI dans un club de golf de l'est de Belfast. Dans les jours suivants, la nouvelle armée républicaine irlandaise a contacté The Irish News pour en revendiquer la responsabilité.
Le 26 juillet 2019, la CIRA a été accusé d'une tentative d'attentat à la bombe piégé. Un appel a été passé à un média affirmant qu'un mortier avait été tiré sur une patrouille de police. Le PSNI s'est rendu dans la zone, sur une route entre Tullygally et Craigavon pour enquêter sur l'allégation et a découvert un faux dispositif de mortier ainsi qu'un bloc de béton avec la bombe à l'intérieur.
Le 19 août 2019, une bombe a explosé à proche du village de Newtownbutler (en) dans le comté de Fermanagh, ciblant prétendument des agents du PSNI.
Le 5 février 2020, le PSNI a trouvé une bombe dans un camion stationné à Lurgan. On pense qu'elle a été plantée par la CIRA, qui avait l'intention de le faire exploser le jour du Brexit, le 31 janvier 2020.
Le 14 janvier 2021, la CIRA a affirmé avoir tiré sur un hélicoptère du PSNI à Wattlebridge, dans le sud du comté de Fermanagh. Il a ensuite été confirmé par des responsables du PSNI qu'aucun hélicoptère du PSNI n'était déployé dans la région et que l'hélicoptère en question était probablement un hélicoptère civil,. L'attaque a finalement été prouvé comme un canular.
Le 19 avril 2021, une bombe a été posée à côté de la voiture d'une officier du PSNI à Dungiven, dans le comté de Londonderry, et a ensuite été désamorcée. La nouvelle IRA a par la suite revendiqué l'acte,,.
Le 12 mars 2022, Arm na Poblachta a laissé une bombe non armée autour de la jonction entre la Feeny Road et la Killunaght Road, près de Dungiven (en), dans le comté de Londonderry. La bombe visée un véhicule du PSNI,.
Le 17 novembre 2022, un attentat à la bombe attribué à la Nouvelle IRA a eu lieu à Strabane, dans le comté de Tyrone.